# Condado de Williamson (Texas)
El condado de Williamson es un condado estadounidense, situado en el estado de Texas. Según el censo de los Estados Unidos del 2000, la población es de 249 964 habitantes. La sede del condado es Georgetown.

## Geografía
Según la Oficina del Censo de los Estados Unidos, el condado tiene un área total de 2,940 km² (1,135 millas²). De éstas 2,909 km² (1,123 mi²) son de tierra y 31 km² (12 mi²) son de agua. 

### Colindancias
- Condado de Bell - norte
- Condado de Milam - noreste
- Condado de Lee - este
- Condado de Bastrop - sureste
- Condado de Travis - sur
- Condado de Burnet - oeste

## Historia
El Condado de Williamson se formó el 3 de marzo de 1848. Su nombre es en honor de Robert McAlpin Williamson, un líder y veterano de la Batalla de San Jacinto.

## Demografía
Según el censo del año 2000, hay 249,967 personas, 86,766 cabezas de familia, y 66,983 familias que residen en el condado. La densidad de población es de 86 hab/km² (223 hab/mi²). La composición racial tiene:
- 65.21% Blancos (No hispanos)
- 17.20% Hispanos (Todos los tipos)
- 5.12% Negros o Negros Americanos (No hispanos)
- 7.19% Otras razas (No hispanos)
- 2.64% Asiáticos (No hispanos)
- 2.11% Mestizos (No hispanos)
- 0.45% Nativos Americanos (No hispanos)
- 0.08% Isleños (No hispanos)

Hay 86,766 cabezas de familia, de los cuales el 43.90 % tienen menores de 18 años viviendo con ellos, el 64 % son parejas casadas viviendo juntas, el 9.6 % son mujeres que forman una familia monoparental (sin cónyuge), y 22.80% no son familias. El tamaño promedio de una familia es de 3.21 miembros.
En el condado el 30% de la población tiene menos de 18 años, el  8.1% tiene de 18 a 24 años, el 35.6% tiene de 25 a 44, el 19.1% de 45 a 64, y el 7.40% son mayores de 65 años. La edad media es de 32 años. Por cada 100 mujeres hay 99.30 hombres. Por cada 100 mujeres mayores de 18 años hay 96.70 hombres.

## Economía
Los ingresos medios de un cabeza de familia el condado es de $60,642 y el ingreso medio familiar es $66,208. Los hombres tienen unos ingresos medios de $43,471 frente a $30,558 de las mujeres. El ingreso per cápita del condado es de $24,547. El 4.80% de la población y el 3.4% de las familias están debajo de la línea de pobreza. Del total de gente en esta situación, 5.40% tienen menos de 18 y el 5.90% tienen 65 años o más.

## Ciudades y pueblos

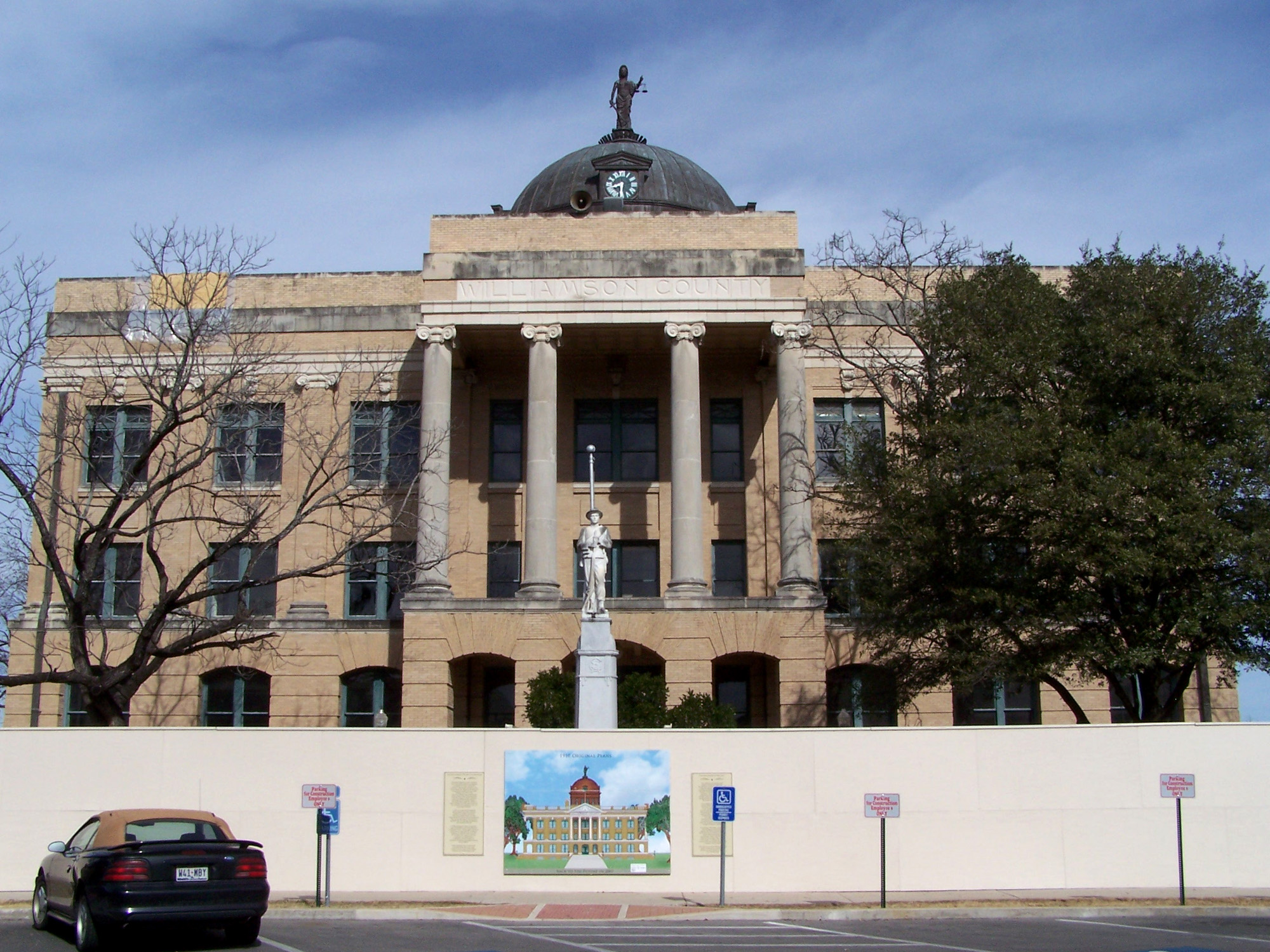
Alcaldía del condado.

| - Austin - Bartlett - Cedar Park - Coupland* - Florence | - Georgetown - Granger - Hutto - Jarrell - Weir | - Leander - Liberty Hill - Norman's Crossing* - Round Rock | - Taylor - Thorndale - Thrall - Waterloo* |

- Pueblos no incorporados.

## Educación
Los siguientes distros escolares independientes sirven al condado:
| - Bartlett - Burnet - Coupland - Florence - Georgetown | - Granger - Hutto - Jarrell - Leander - Lexington | - Liberty Hill - Round Rock - Taylor - Thrall - Thorndale |